# El diario secreto de una profesional
El diario secreto de una profesional es una serie de televisión chilena que fue transmitida por Televisión Nacional de Chile durante el primer semestre de 2012. basada de la serie británica Secret diary of a call girl.
Dirigida por Rodrigo Toro, y producida por Luis Infante y todo el equipo de la serie Los Archivos del Cardenal. Los guiones y la adaptación estuvieron a cargo del escritor Hernán Rodríguez Matte quien lideró un equipo de 8 guionistas. Las grabaciones comenzaron el 16 de enero de 2012 en Santiago de Chile.

## Producción
La serie es la adaptación chilena de la serie de televisión británica Secret diary of a call girl. En un principio, la serie iba a ser protagonizada por Mónica Godoy, pero a raíz del inesperado embarazo tuvo que dejar el proyecto debido a la incompatibilidad de su estado con la extensión de las grabaciones. Por ello, la elegida para asumir el rol protagónico es Fernanda Urrejola. El proyecto, fue adoptado por Televisión Nacional con la productora Endemol. TVN decidió transmitir la serie en el espacio nocturno de las 23:00 horas. Su estreno fue el lunes 2 de abril de 2012.

## Argumento
Javiera (Fernanda Urrejola), una mujer que intenta encontrar el amor verdadero y llevar una vida normal como vendedora de seguros, de clase media, familia tradicional y exestudiante de psicología. Una joven que nunca tuvo problemas económicos, pero que mientras estuvo en la universidad tomó una opción muy personal para ayudar a financiar sus estudios: Se transformó en Ángela, una dama de compañía VIP. Manteniendo una vida secreta, de la que no está enterada su familia. Además, escribe sus experiencias en una columna que tiene en un periódico donde firma con un seudónimo.

## Elenco
- Fernanda Urrejola como Javiera García / Ángela.
- Nicolás Poblete como Benjamín González.
- Consuelo Holzapfel como María Cecilia Jeldres.
- Patricia Guzmán como Silva Hermosilla.
- Edgardo Bruna como Gustavo Garcia.
- Ingrid Isensee como Fernanda Garcia.
- Carolina Arredondo como Elvira Álvarez / Bambi.
- Sebastián Layseca como Bruno Febres.

### Participaciones especiales
- Felipe Ponce como Sergio.
- Santiago Meneghello como Daniel.
- Alberto Zeiss como Victor Garcia.
- Francisco Reyes como El mismo.
- Constanza Majluf como Esposa de Francisco.
- Eduardo Cumar como Patricio "Pato".
- Álvaro Escobar como Manuel Ibañez.
- César Sepúlveda como Pancho.
- Alejandro Goic como Rodolfo.
- David Quintana como Pepé.
- Héctor Alfaro como Amigo de Javiera.
- Catalina Olcay como Cindy.
- Álex Rivera como Luis.
- Íñigo Urrutia como Julian.
- Patricia Velasco como Teresa.
- Alejandro Trejo como Andres.
- Alessandra Guerzoni como Francisca.
- Paulina Eguiluz como Macarena.
- Paulo Brunetti como Fernando Orgueda.
- Néstor Cantillana como Álex / Saimon.
- Patricio Achurra como Álex Gurruchaga.
- Pedro Vicuña como Padre Ramón.
- Claudia Paz como Tia Erminia.
- Tomás Leighton como Juan Sebastián Fuenzalida.
- Álvaro Espinoza como Dr. David Riveros.
- Nicolás Belmar como Felipe.
- Iván Álvarez de Araya como Cristián / Marcelo Iturriaga.
- Carolina Marzán como Esposa de Marcelo.
- Cristián Gajardo como Giovanni.
- Jaime Azócar como Cliente de Ángela.
- Matías Vega como Vicente "Vicho".
- Antonio Campos como Cesar, hermano de Vicente.
- Nicolás Brown como Amigo de Cesar.
- Pierre Sauré como Matias.
- José Palma como Francisco.
- Elvira Cristi como Liza.
- Ramón Llao como Don Ignacio.
- Andrés Ulloa como Hombre del Ascensor.
- Francisco Pérez-Bannen como Hernán Latrox.
- Nicolás Saavedra como Rad.
- Eyal Meyer como Vedetto.
- Diego Muñoz como Cliente de Ángela.
- Rodolfo Lizana como Mauricio Salinas.
- César Caillet como Simón Garrido.
- Pablo Schwarz como Franco.
- Matías Oviedo como Sebastián "Seba".
- Francisca Opazo como Secretaria de Hernán.
- Fernando Larraín como Jorge.
- Matías Stevens como Jean Carlos.

## Equipo realizador
- Director: Rodrigo Toro
- Producción Ejecutiva TVN: Rony Goldhmied
- Producción Ejecutiva Endemol: Luis Infante
- Producción Ejecutiva Lorca y Asociados: Loreto Gallego
- Guionistas Adaptación: Hernán Rodríguez Matte, Bárbara Larenas, Luis Chávez, Luis Ponce, Cristóbal Díaz.
- Montaje: Andrés Lehuedé

## Curiosidades
- La serie no fue transmitida por TV Chile debido a que se trataba de una licencia británica, la cual le dio derechos para exhibirla sólo en Chile.